# Voile aux Jeux paralympiques

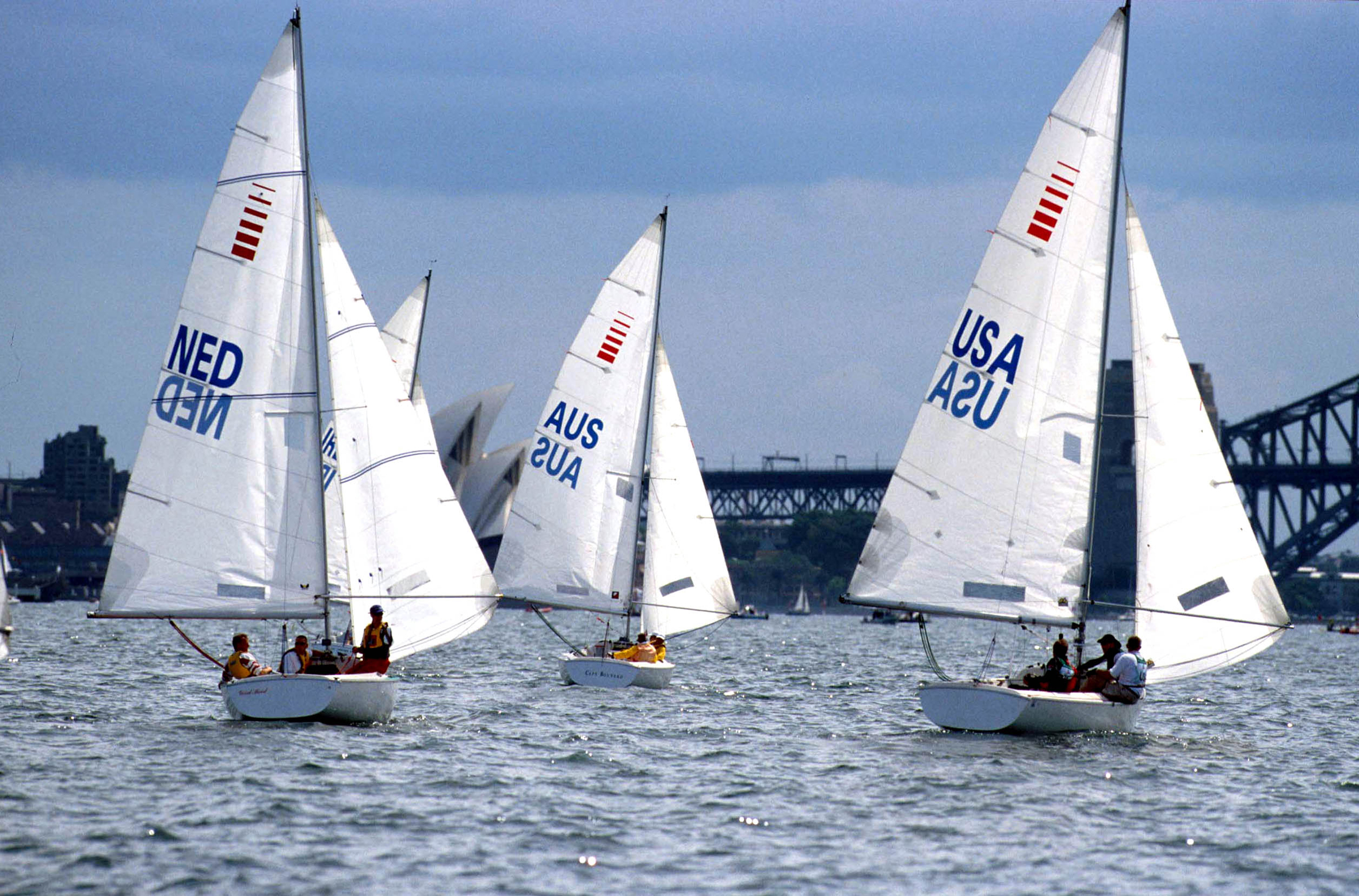
Vue du Harbour Bridge à Sydney (à droite) lors de la course de voile des Jeux paralympiques de Sydney de 2000 dans le port de Sydney. Des voiliers pour les Pays-Bas, l'Australie et les États-Unis d'Amérique sont présentés.

La voile aux jeux paralympiques est une épreuve paralympique,,, qui est un dérivé de la voile.